# NGC 3440
NGC 3440 est une galaxie spirale barrée vue par la tranche et située dans la constellation de la Grande Ourse. NGC 3440 a été découverte par l'astronome germano-britannique William Herschel en 1793.

## Caractéristiques
Sa vitesse par rapport au fond diffus cosmologique est de 2 068 ± 11 km/s, ce qui correspond à une distance de Hubble de 30,5 ± 2,1 Mpc (∼99,5 millions d'al).
La classe de luminosité de NGC 3440 est II et elle présente une large raie HI.
Selon la base de données Simbad, NGC 3440 est une galaxie à noyau actif.

## Supernova
Deux supernovas ont été découvertes dans NGC 3340 : SN 2005O et SN 2007fp.

### SN 2005O
Cette supernova a été découverte dans le cadre du programme Taiwan Supernova Survey de l'observatoire de Lulin le 16 janvier 2005. Cette supernova était de type Ib.

### SN 2007fp
Cette supernova a été découverte le 26 février 2007 également dans le cadre du programme Taiwan Supernova Survey de l'observatoire de Lulin. Cette supernova était de type II.

## Groupe de NGC 3445
NGC 3440 fait partie du groupe de NGC 3445. Ce groupe de galaxies comprend au moins 3 autres galaxies : NGC 3445, NGC 3458 et MCG 10-16-24. Abraham Mahtessian mentionne aussi ce groupe dans un article parue en 1998, mais la galaxie MCG 10-16-24 n'y figure pas.